# Relazioni bilaterali tra Germania e Russia

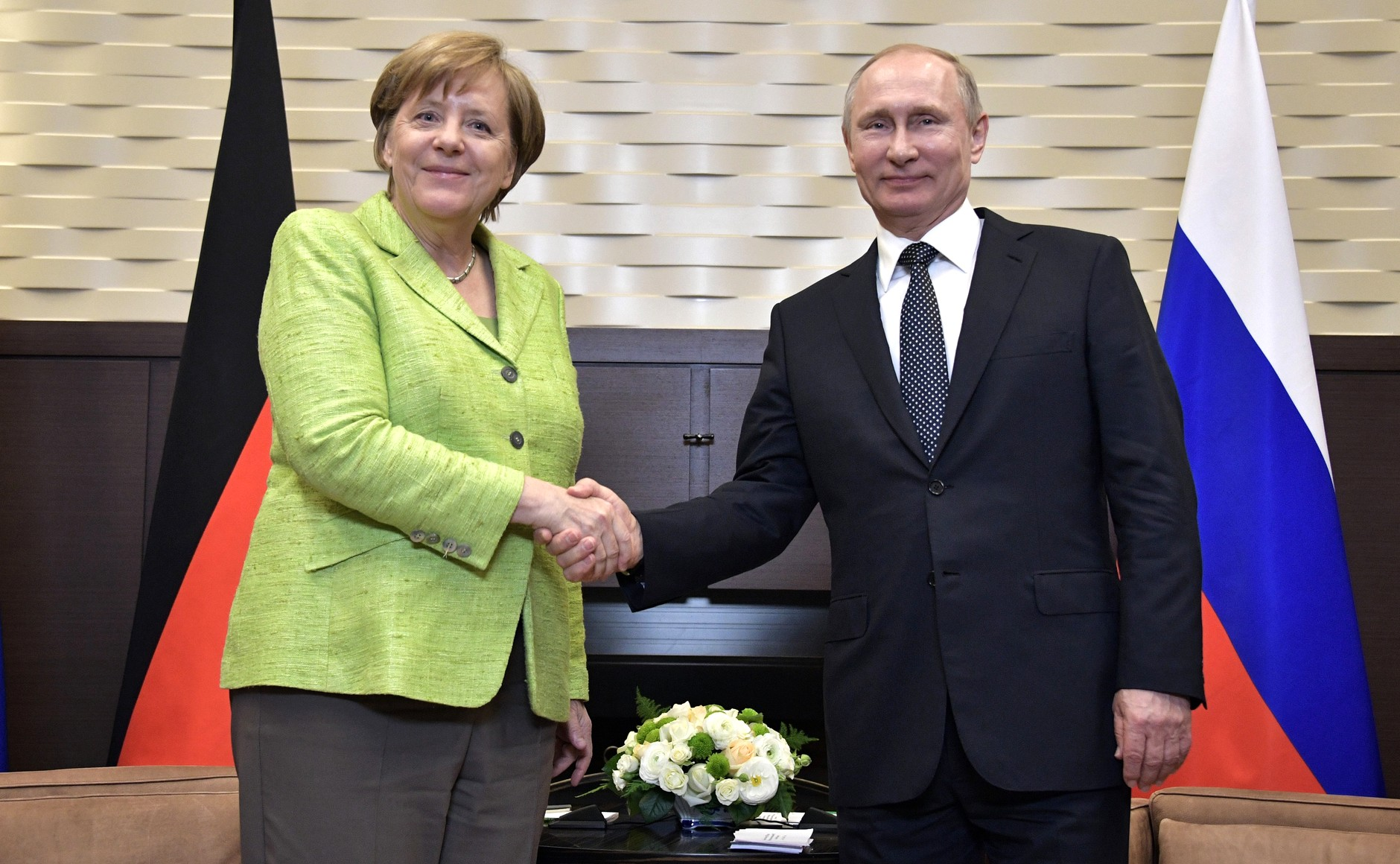
Il Presidente russo Vladimir Putin e la Cancelliera tedesca Angela Merkel a Sochi, in Russia, 2 maggio 2017.

Le relazioni bilaterali tra la Germania e la Russia riguardano i rapporti diplomatici tra questi due Stati, i quali hanno una storia millenaria e sono passati da fasi di cooperazione e alleanza a tensioni e guerre totali. Lo storico John Wheeler-Bennett afferma che dal 1740:
La Russia aiutò a liberare la Germania nel 1812-1815 nelle guerre napoleoniche e le relazioni furono generalmente distese per un centennio, specialmente durante il periodo di amministrazione di Otto von Bismarck, il quale istituì la Lega dei tre imperatori nel 1873 con lo Zarato e l'Austria-Ungheria. Dopo il 1890, i successori di Bismarck scelsero di sostenere l'Austria contro la Russia allo scopo di acquisire influenza in una regione contesa, quella dei Balcani. La Germania combatté contro la Russia nella prima guerra mondiale (1914-1918) e i legami si fecero discreti negli anni '20, freddi negli anni '30, amichevoli nel 1939-1941, compromessi nel corso della guerra dal 1941-1945. Negli anni '20 entrambi i paesi cooperarono tra loro in ambito commerciale e, segretamente, negli affari militari. Le ostilità si intensificarono negli anni '30, quando i fascisti sponsorizzati da Berlino e i comunisti sostenuti da Mosca si scontrarono in tutto il mondo, soprattutto nel corso della guerra civile spagnola (1936-1939). Con una sorprendente inversione di tendenza, nell'agosto 1939, entrambi i paesi raggiunsero un accordo e divisero le nazioni precedentemente indipendenti dell'Europa orientale: la distensione fallì nel 1941, quando la Germania invase l'URSS. I sovietici riuscirono comunque a prevalere grazie alla cooperazione con la Gran Bretagna e concgli Stati Uniti, respingendo i nazisti e giungendo a Berlino nel maggio del 1945.
Durante la guerra fredda, tra il 1947 e il 1991, la Germania andò divisa, con la Germania dell'Est sotto il controllo comunista e sotto la stretta sorveglianza di Mosca, che vi stazionò un nutrito contingente militare e represse una rivolta nel 1953. Dalla fine della guerra fredda e della riunificazione tedesca, nel 1989-1991, Germania e Russia hanno sviluppato un "Partenariato strategico" soprattutto in riferimento ai settori dell'energia e del commercio.
Secondo un sondaggio della BBC World Service del 2014, solo il 21% dei tedeschi giudica positivamente l'influenza della Russia, un numero pari a quello registrato negli Stati Uniti d'America. I russi, tuttavia, hanno una visione molto più positiva della Germania, con il 57% che vede l'influenza della Germania positivamente e il 12% negativamente.
Le relazioni si sono incancrenite nel 2014, a seguito dell'occupazione della Crimea da parte della Russia e in virtù del sostegno mostrato da Berlino agli insorti in Ucraina. La Germania figurava tra i capi di Stato del NATO Quint, nel corso del quale sono state introdotte dall'Unione europea sanzioni sempre più dure contro le industrie petrolifere e bancarie russe e i principali alleati del presidente Vladimir Putin. La Russia ha risposto tagliando le importazioni alimentari dall'UE. Il recente caso Naval'nyj ha fatto nuovamente aumentare le tensioni tra Berlino e Mosca.

## Storia

### Storia antica

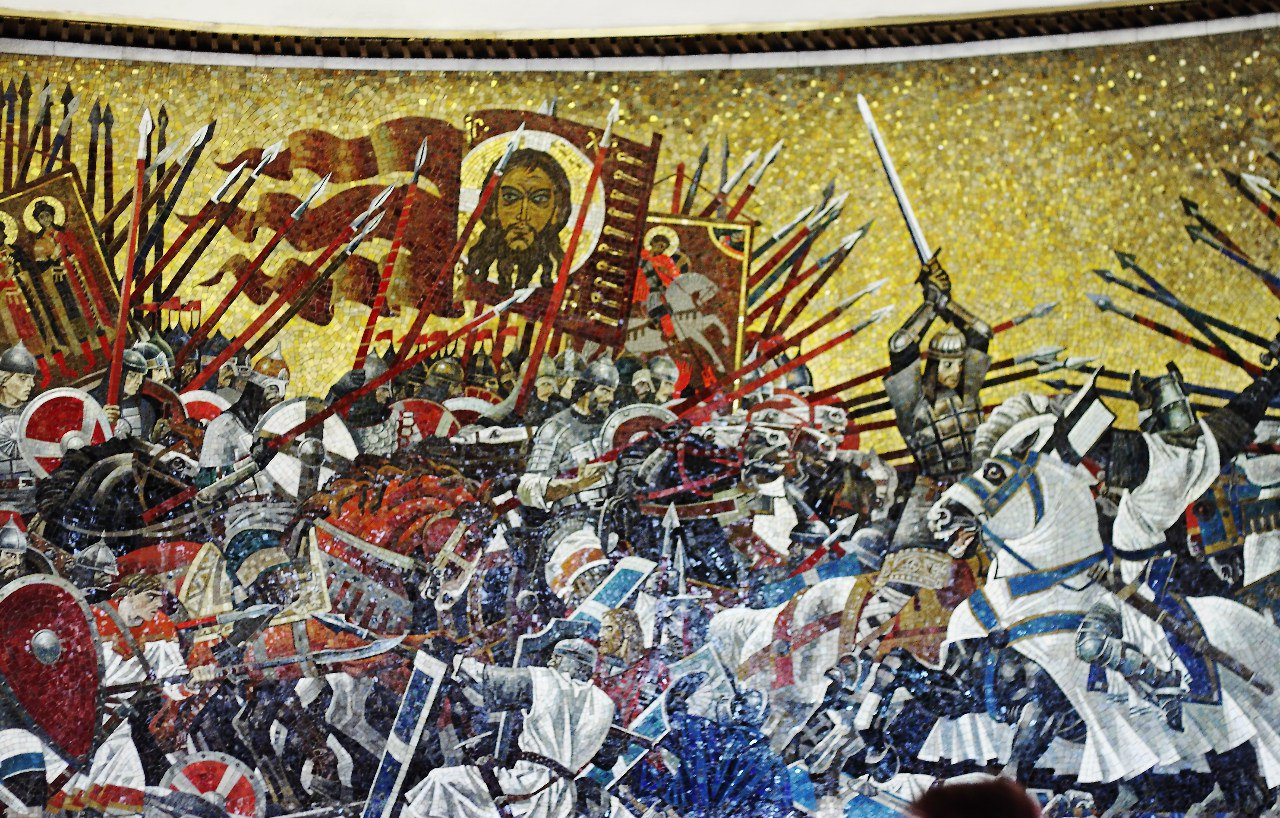
Il principe Aleksandr Nevskij sconfigge i cavalieri teutonici nella battaglia del lago ghiacciato nel 1242 (opera del XX secolo)

Quando avvennero i primi contatti tra tedeschi e slavi risulta sconosciuto, ma di certo essi aumentarono quando i cavalieri teutonici diedero luogo alle crociate del Nord nella regione baltica, dove si insediarono stabilmente. Il principe Aleksandr Nevskij surclassò l'ordine religioso cavalleresco nella battaglia del lago ghiacciato nel 1242, uno scontro che sarebbe divenuto assai famoso nell'immaginario collettivo russo molti secoli dopo.
Prima della metà del XVIII secolo, la Russia non figurava tra i principali interessi delle alte sfere tedesche, essendo queste ultime impegnate nella gestione dei numerosi piccoli stati che facevano nominalmente capo all'imperatore del Sacro Romano Impero.
Dopo la grande guerra del Nord con la Svezia, tuttavia, il potere della Russia si estese in maniera preponderante nel Baltico.

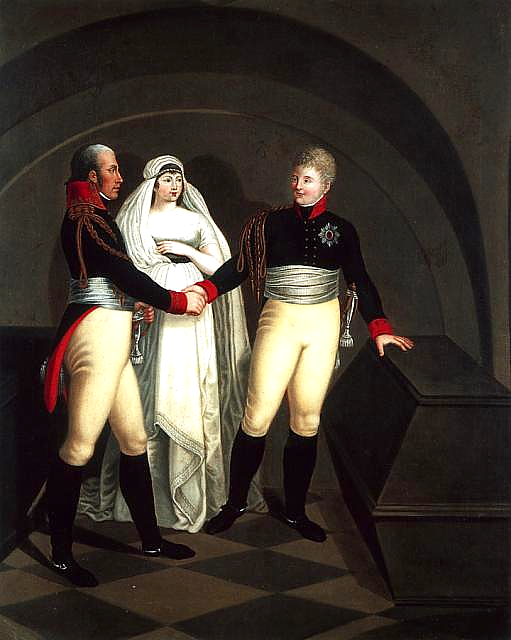
L'imperatore Alessandro I di Russia venera le spoglie di Federico il Grande in presenza del re Federico Guglielmo III e Luisa di Meclemburgo-Strelitz nel 1805

### Prussia e Russia
Con la creazione del Regno di Prussia nel 1701 e la proclamazione dell'Impero russo nel 1721, emersero due nuovi potenti stati che iniziarono a interagire.
Le due nazioni combatterono su fronti opposti durante la guerra di successione austriaca (1740-1748), ma la guerra vide per entrambe una crescita di potere. La Russia sconfisse la Svezia e la Prussia sottomise l'Austria. La Russia e la Prussia furono di nuovo in contrasto durante la guerra dei sette anni (1756-1763) e si scontrarono nelle battaglie di Gross-Jägersdorf, Zorndorf, Kay e Kunersdorf. Tuttavia, quando lo zar russo Pietro III salì al trono, fece pace con la Prussia firmando il trattato di San Pietroburgo, consentendo al re di Prussia Federico il Grande per concentrarsi sugli altri suoi nemici.
La Prussia e la Russia, d'accordo con l'Austria, collaborarono poi nelle tre spartizioni della Polonia del 1772, 1793 e 1795, causando la scomparsa della Confederazione dalla mappa europea.

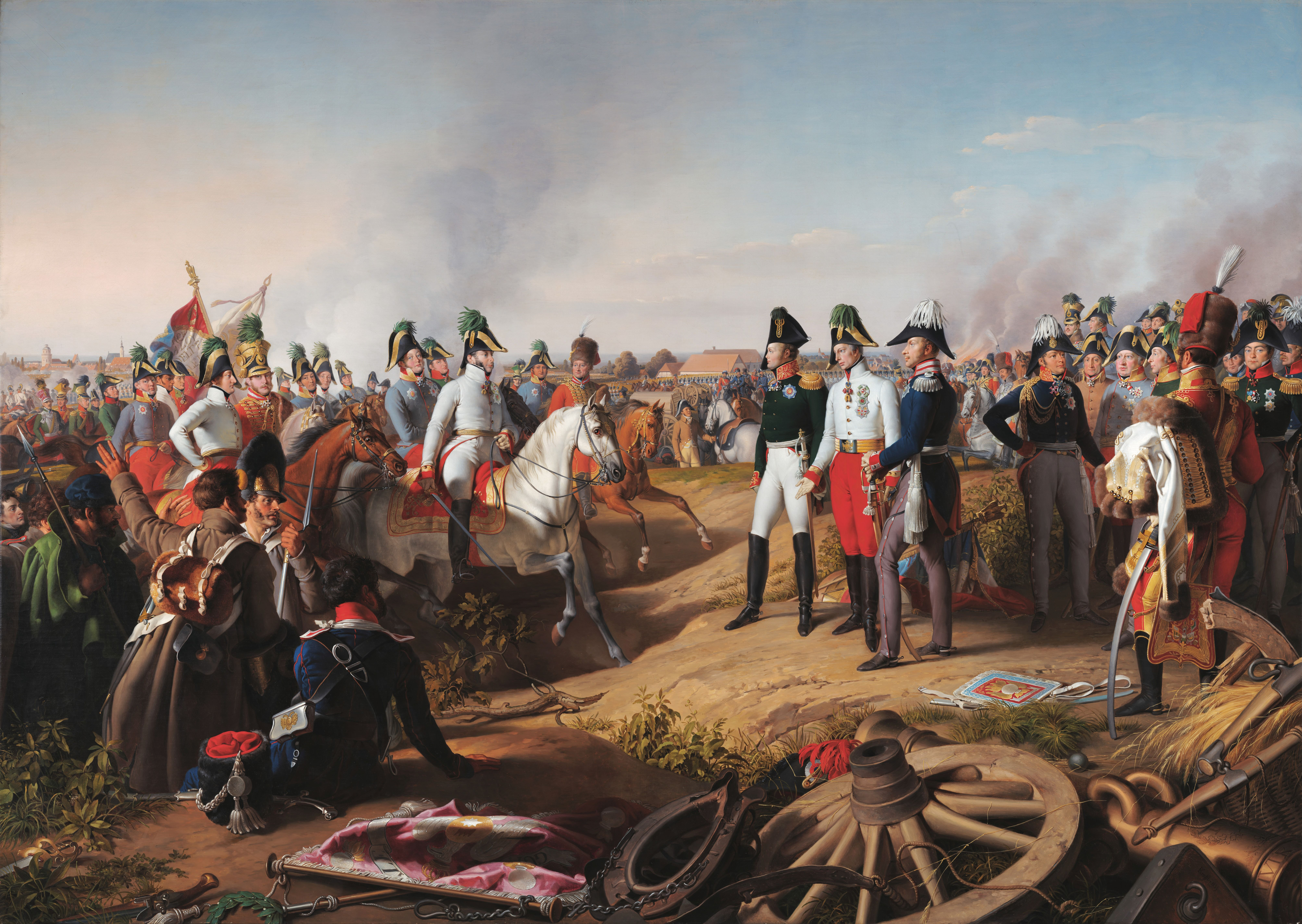
Federico III di Prussia, Alessandro I di Russia e Francesco I d'Austria dopo la battaglia di Lipsia, 1813

Sia la Russia che la Prussia avevano monarchie assolute che reagirono con fermezza quando la Rivoluzione francese portò all'esecuzione del re. All'inizio facevano parte della coalizione contro il nuovo regime francese durante le guerre rivoluzionarie francesi e successivamente quelle napoleoniche. Durante la parentesi napoleonica (dal 1799 al 1815) l'Austria, la Prussia e la Russia furono una volta o l'altra in coalizione con Napoleone contro il suo acerrimo rivale, la Gran Bretagna. Alla fine, i due stati tedeschi dell'Austria e della Prussia si unirono alla Russia e alla Gran Bretagna nell'opporsi all'imperatore corso. La coalizione era principalmente una questione di convenienza per ogni nazione: il principale organizzatore di incontri fu il cancelliere austriaco Klemens von Metternich, che forgiò un fronte unito che si rivelò decisivo nel rovesciare Napoleone, nel 1813-1814.
La Russia figurava tra le forze più potenti del continente dopo il 1815 e giocò un ruolo importante nel Concerto d'Europa, che includeva Francia, Russia, Austria, Gran Bretagna e la Prussia. Nel 1815, la Santa Alleanza composta da Prussia, Russia e Austria trovò la sua forma finale a Parigi: per quarant'anni (1816-1856), il diplomatico russo-tedesco Karl Nessel'rode come ministro degli esteri guidò la politica estera russa. Le rivoluzioni del 1848 non lambirono la Russia, ma il suo sistema politico ed economico cominciò a far emergere la propria arretratezza, anche in campo militare, se si pensa alla guerra di Crimea, a cui la Prussia non prese parte. Come osserva Fuller, "l'esercito temeva dopo gli scontri in Crimea", i quali coincisero anche con la fine del concerto europeo, "che sarebbe stato inevitabilmente battuto di nuovo, a meno che non fossero stati presi provvedimenti per superare la sua debolezza militare".
La Prussia fu invece scossa dalle rivoluzioni del 1848, riuscendo a resistere all'appello di chi voleva scatenare una guerra contro la Russia. Tuttavia, un conflitto avvenne comunque, anche se con la Danimarca, e si arrestò solo dalle pressioni britanniche e russe. I successi nelle guerre per l'unificazione tedesca nel 1860 furono facilitati dalla mancanza di coinvolgimento della Russia; la creazione dell'Impero tedesco sotto il dominio prussiano nel 1871, tuttavia, cambiò notevolmente le relazioni tra i due paesi.

### Gli imperi tedesco e russo

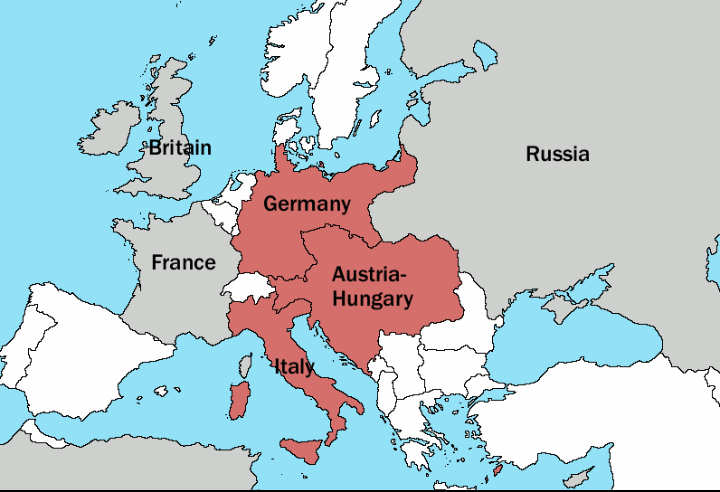
La Triplice Alleanza (mostrata in rosso) è stata costruita dalla Germania per isolare la Francia; ha risposto con una nuova alleanza, la Triplice intesa con Gran Bretagna e Russia. Di conseguenza, Russia e Germania erano ora su fronti opposti

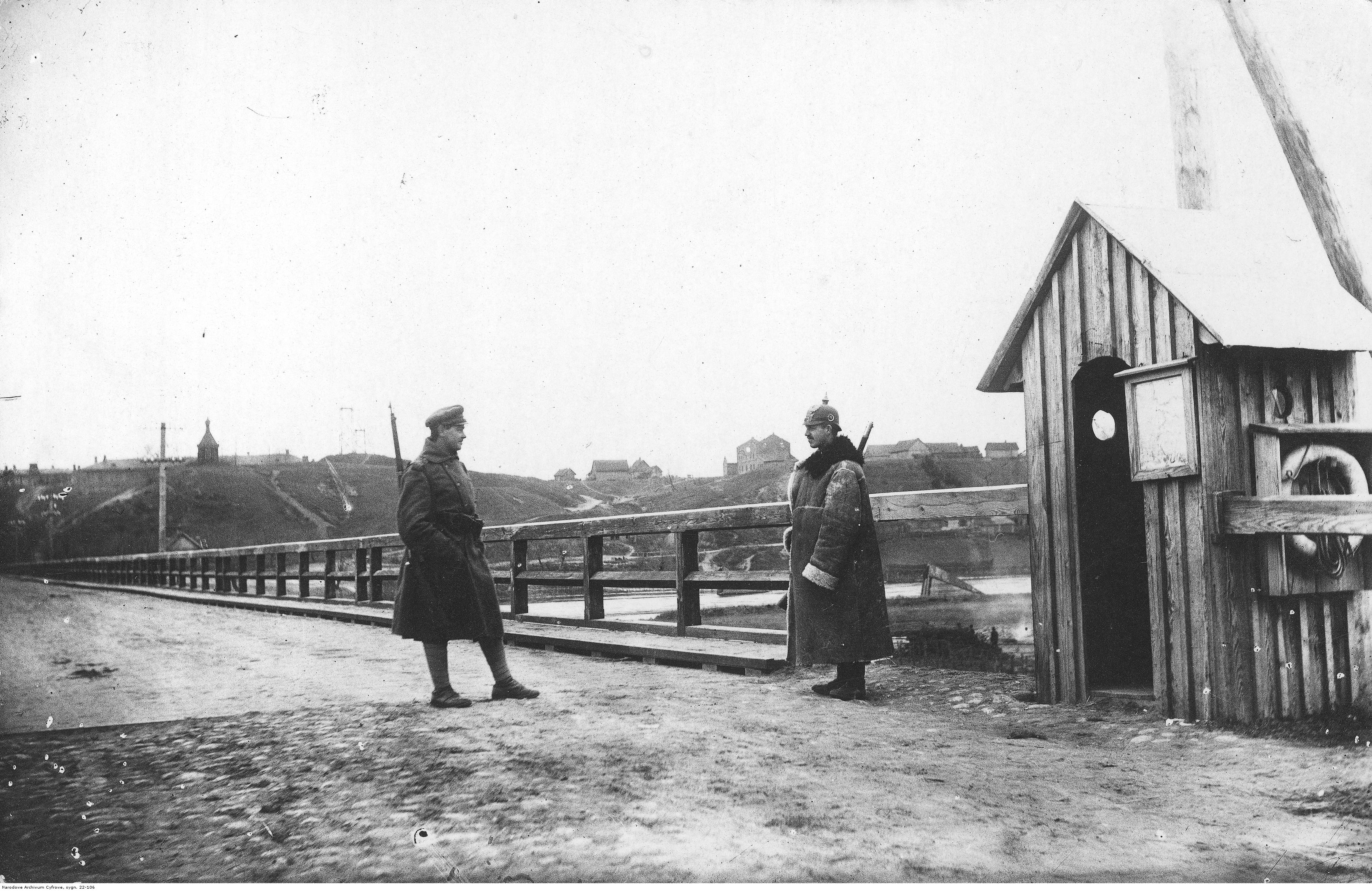
Confine tra Russia e Germania prima del 1914

Inizialmente, sembrava che i due grandi imperi sarebbero stati forti alleati. Il cancelliere tedesco Otto von Bismarck formò la Lega dei tre imperatori nel 1872 portando allo stesso tavolo lo Zarato, Austria e Germania. L'associazione dichiarò che repubblicanesimo e socialismo erano nemici comuni e che le tre nazioni avrebbero discusso di qualsiasi questione riguardante la politica estera. Bismarck necessitava di buone relazioni con la Russia per mantenere la Francia isolata. Nel 1877-1878, la Russia combatté una vittoriosa lotta con l'Impero ottomano e tentò di imporre la pace di Santo Stefano, in virtù della quale la Turchia avrebbe perso una fetta consistente dei suoi possedimenti in Europa. Questo turbò in particolare gli inglesi, poiché si erano a lungo preoccupati di preservare l'Impero ottomano e di impedire un'acquisizione russa del Bosforo. La Germania ospitò il Congresso di Berlino (1878), durante il quale si concordò un accordo di pace più moderato. Tuttavia, la Germania non aveva alcun interesse diretto nei Balcani, trattandosi di un'area in gran parte rientrante nella sfera di influenza austriaca e russa.

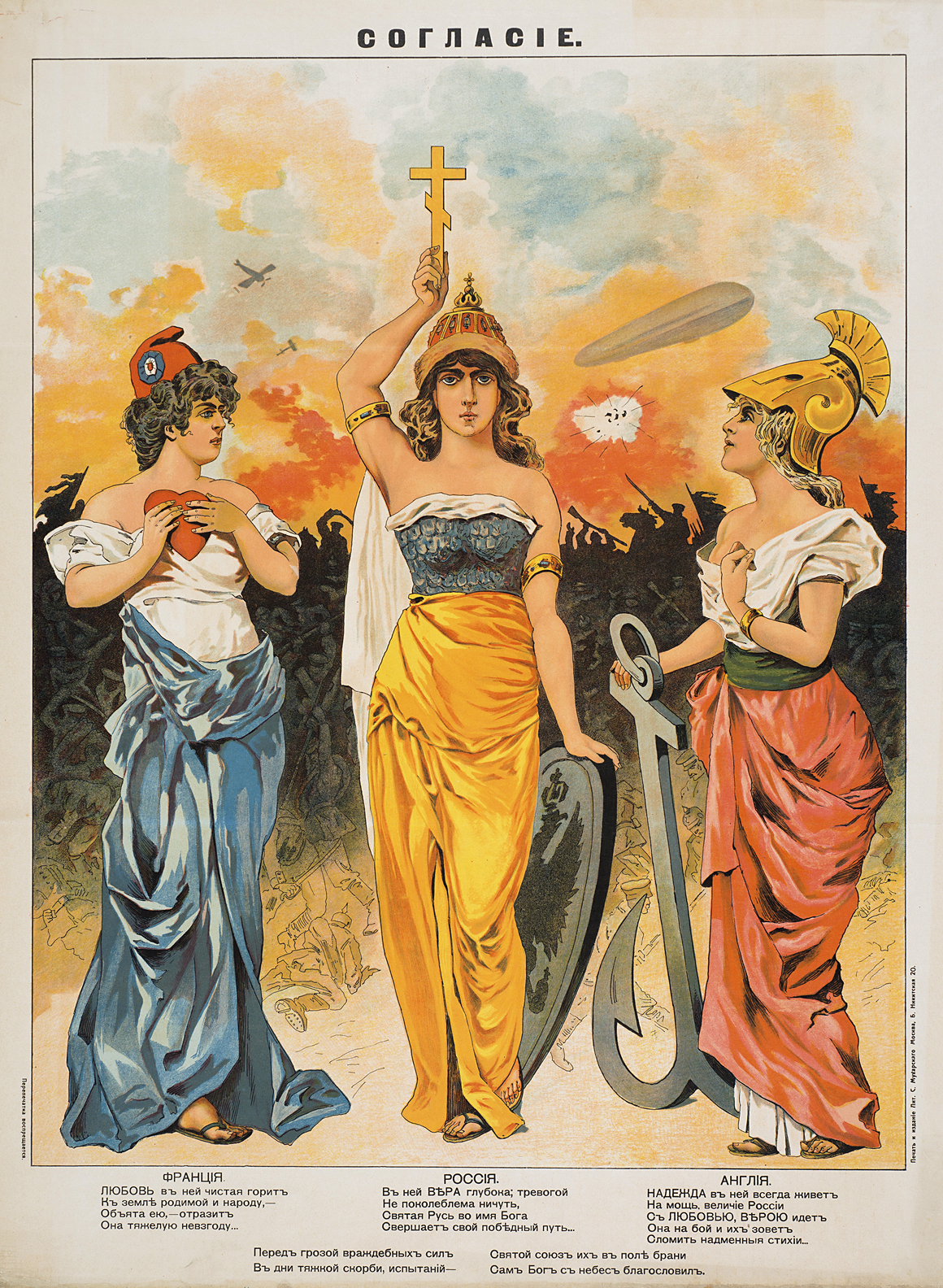
1914 poster russo. L'iscrizione in alto recita "accordo". Le incerte Britannia (a destra) e Marianne (a sinistra) guardano alla determinata Madre Russia (al centro) per guidarle nella Grande Guerra

Nel 1879, Bismarck formò una duplice alleanza con l'Austria-Ungheria, con l'obiettivo di assistenza militare reciproca in caso di attacco dalla Russia, che risultava insoddisfatta dell'intesa raggiunta al Congresso di Berlino. L'istituzione di tale rapporto di collaborazione portò la Russia ad assumere una posizione più conciliante e nel 1887 si sottoscrisse il cosiddetto trattato di controassicurazione tra Germania e Russia: nello stesso, le due potenze si accordarono sul reciproco sostegno militare nel caso in cui la Francia avesse attaccato la Germania, o in caso di aggressione austriaca alla Russia. La Russia focalizzò allora la sua attenzione sull'Asia orientale e rimase in gran parte inattiva nella politica europea per i successivi 25 anni.
La Germania appariva in qualche modo preoccupata per la potenziale industrializzazione della Russia, che disponeva di molte unità reclutabili in più, mentre, dal canto suo, San Pietroburgo temeva la potenza industriale già consolidata della Germania. Nel 1907 quest'ultima si alleò con Gran Bretagna e Francia, inaugurando la Triplice intesa.
Il risultato finale di ciò fu che Russia e Germania divennero nemiche nella prima guerra mondiale. Il Fronte orientale vide la Germania trionfare in varie occasioni, su tutte Tannenberg, la prima e la seconda battaglia dei laghi Masuri e l'offensiva del lago Narač. Il sistema zarista implose nel 1917 e i bolscevichi salirono al potere a seguito della rivoluzione di ottobre. Il nuovo regime firmò il trattato di Brest-Litovsk, invero molto vantaggioso per la Germania, anche se poi annullato quando la Germania si arrese agli Alleati nel novembre 1918.

### Periodo interbellico

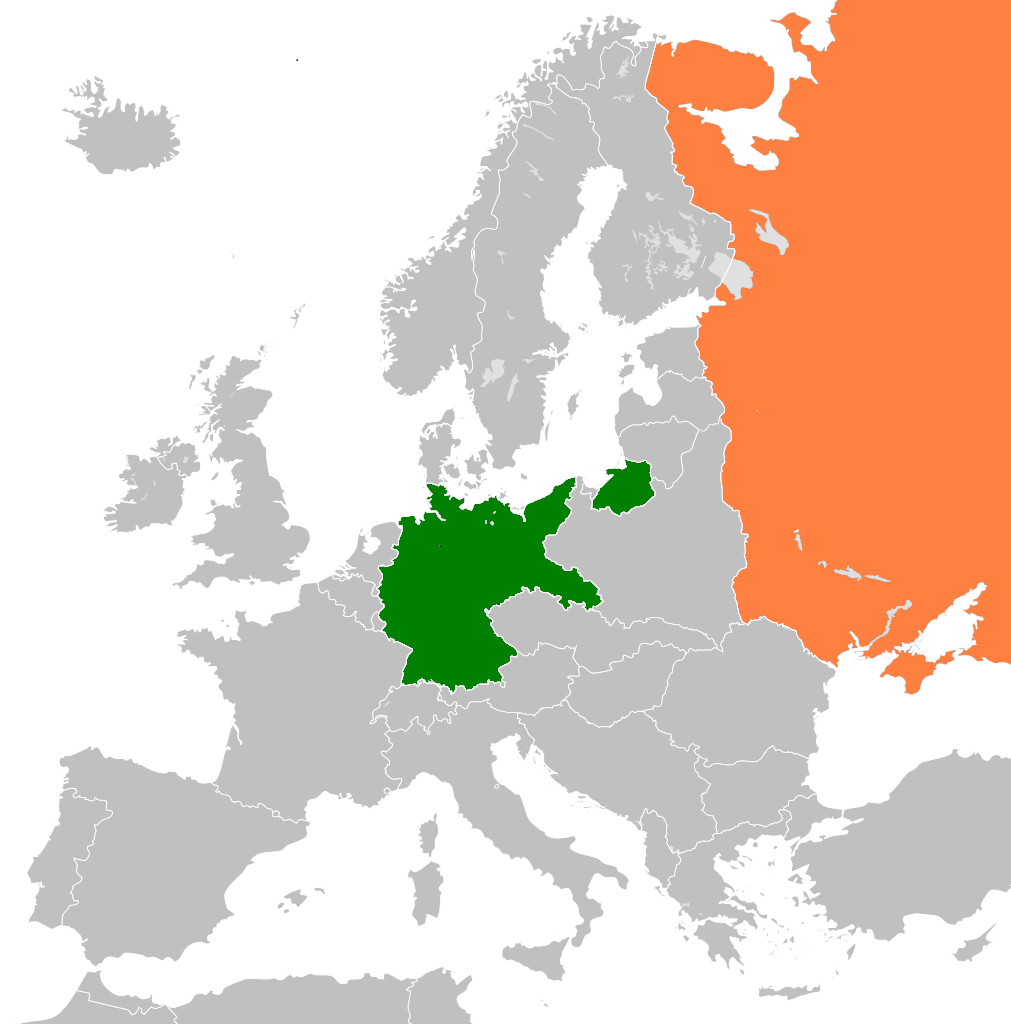
La Repubblica di Weimar e l'URSS

Dopo i trattati di pace che posero fine alla Grande Guerra, i nuovi stati della Repubblica di Weimar e dell'Unione Sovietica si trovarono entrambi emarginati nel sistema internazionale e, per questo, si avvicinarono l'una verso l'altra. Il trattato di Rapallo (1922) formalizzò il loro caloroso rapporto. Fino al 1933 l'Unione Sovietica forniva segretamente campi di addestramento per le forze armate tedesche.
L'avvento al potere nel 1933 di Adolf Hitler e l'affermazione della Germania nazista, cui seguì un’ondata di antisemitismo e anticomunismo, fecero mutare l'andamento dei rapporti diplomatici. Il Comintern, che rappresentava la rete dell'Internazionale Comunista di Mosca, passò a un approccio tipico di un fronte popolare dopo il 1934, consentendo ai comunisti di tutto il mondo di cooperare con socialisti, intellettuali e lavoratori di sinistra nell'opposizione al fascismo. Il sostegno della sinistra mondiale ai repubblicani nella guerra civile spagnola (1936-1939) si rivelò di enorme aiuto alla causa comunista. Sia la Germania che i sovietici inviarono forze militari e consiglieri in Spagna, così come l'Italia.
La guerra civile spagnola si rivelò in parte una guerra per procura. I nazionalisti, guidati dal generale Francisco Franco, e il governo repubblicano si contesero il controllo del paese non senza l'ingerenza di potenze straniere: la Germania inviò la Legione Condor, comprendente unità aeree e carri armate d'élite a supporto delle forze nazionaliste. L'Unione Sovietica, invece, spedì dal canto suo consiglieri militari e politici e vendette munizioni a sostegno della fazione "lealista", o repubblicana. Il Comintern fornì ausilio ai partiti comunisti di tutto il mondo per inviare volontari alle Brigate internazionali che si schierarono tra le file dei lealisti.

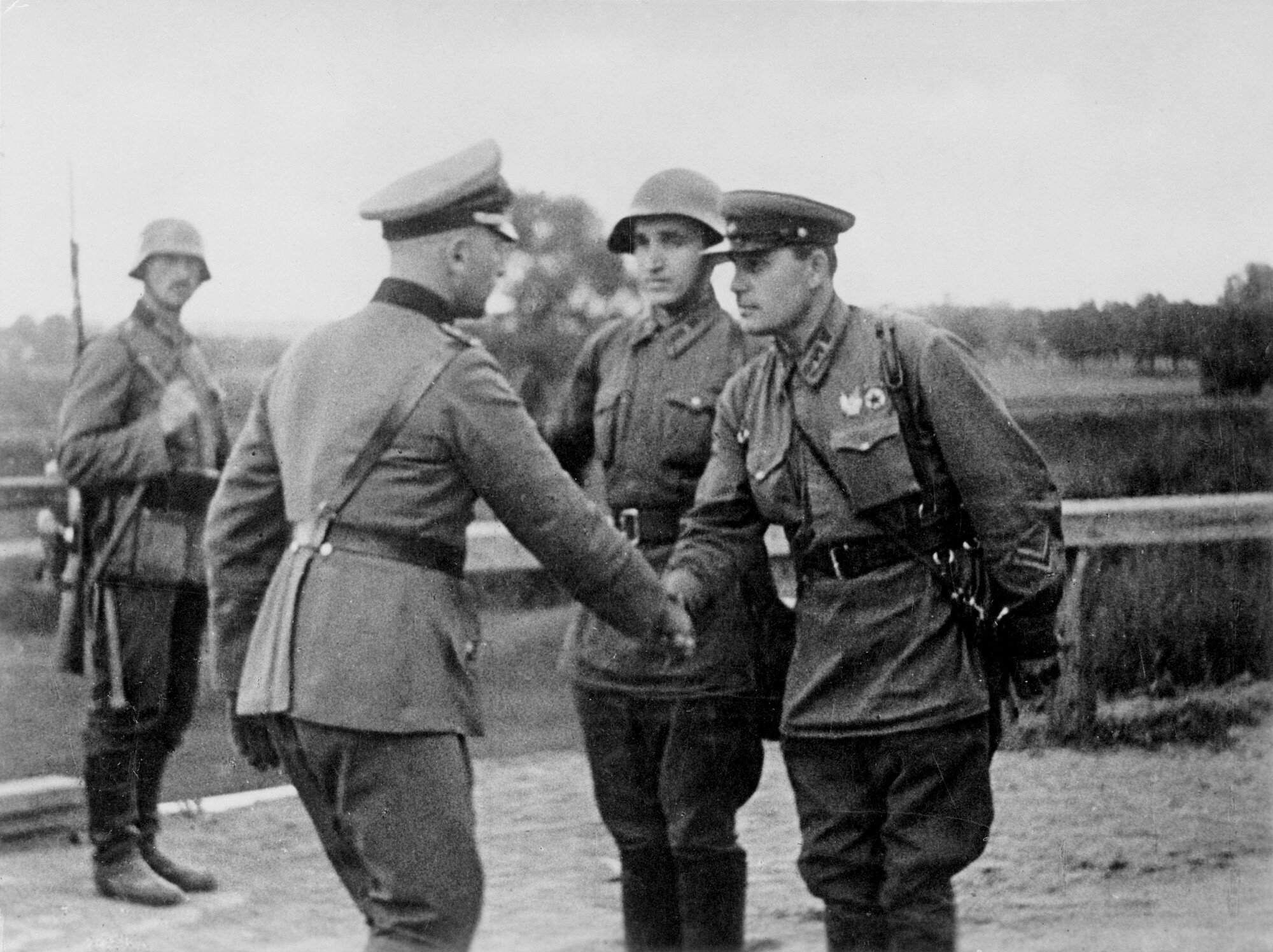
Le truppe tedesche e sovietiche si stringono la mano dopo la campagna di Polonia nel settembre 1939

Nell'agosto 1939 i due regimi totalitari sbalordirono il mondo giungendo a un importante accordo, il patto Molotov-Ribbentrop. Con esso, si prevedeva di ripartire l'Europa orientale in due sfere d'influenza, una tedesca e una sovietica. I sovietici fornirono alla Germania petrolio e placarono per un po' la retorica antinazista dei partiti comunisti di tutto il mondo. Gli interessi sovietici e nazisti non trovarono però un punto di dialogo per quanto riguardava la regione balcanico-danubiana. Così, durante il 1940-1941, si aprirono vivaci discussioni in merito a una nuova divisione dell'Europa sudorientale. Nella primavera-estate 1940, Mosca riconobbe la Slovacchia nella sfera di influenza tedesca. Più tardi, la richiesta russa in cui Mosca proponeva di abbracciare sotto la sua ala la Romania, la Bulgaria e Turchia andò respinta al mittente nel dicembre del 1940.

### Seconda guerra mondiale

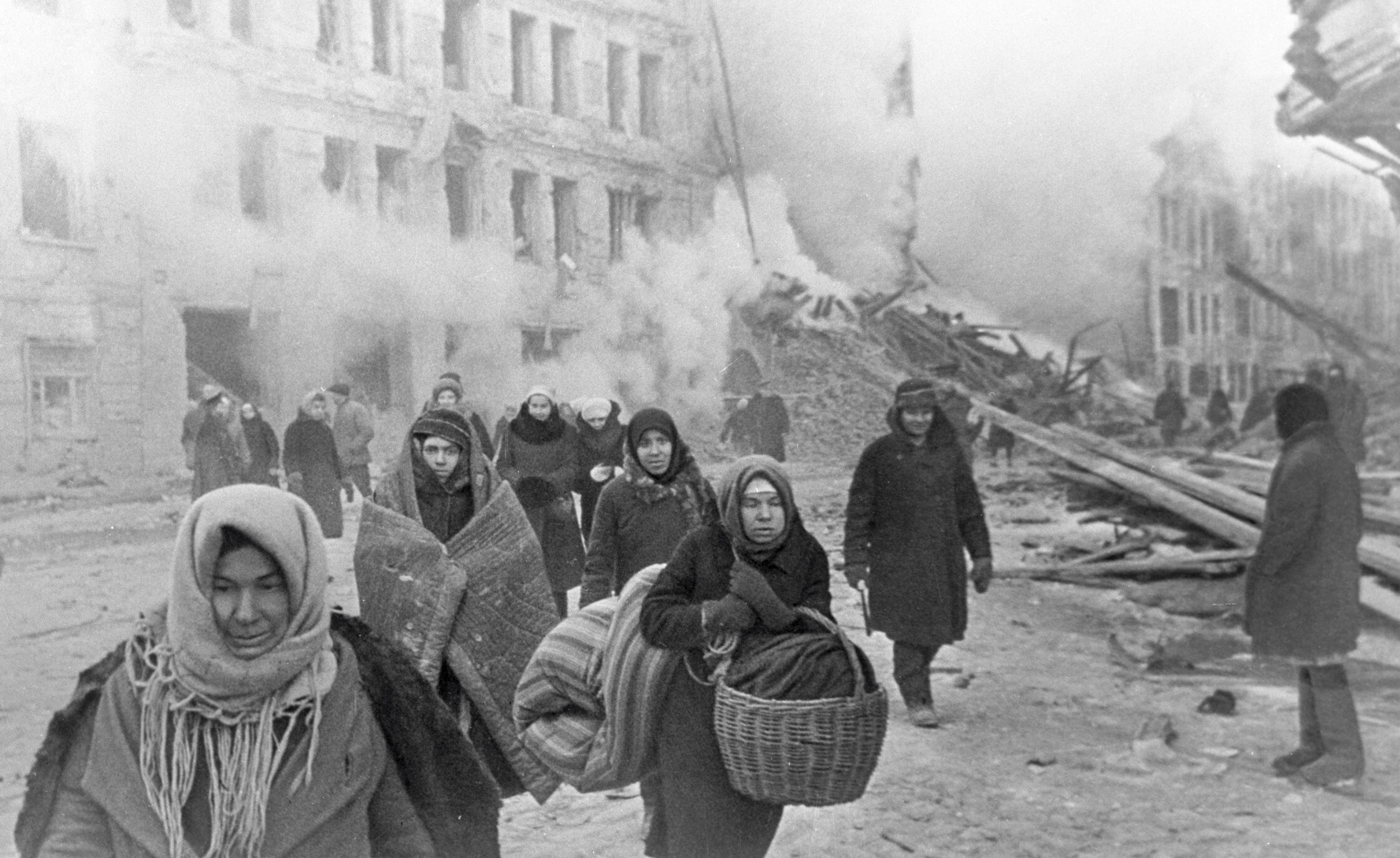
L'assedio di Leningrado durante la seconda guerra mondiale fu l'assedio più mortale di una città nella storia

Nel 1941, la Germania lanciò l'Operazione Barbarossa nel giugno 1941, grazie a cui vennero sbaragliate varie armate sovietiche e si raggiunsero quasi le porte di Mosca già entro dicembre. Iosif Stalin reagì stringendo più stretti collegamenti con la Gran Bretagna e gli USA, entrambi i quali gli fornirono ingenti quantitativi di munizioni.
Il fronte orientale assunse le fattezze di un tragico conflitto etnico con oltre 20 milioni di morti, tra cui prigionieri di guerra sovietici ed ebrei.

### Dopo la guerra: l'Unione Sovietica e i due stati tedeschi
La sconfitta della Germania da parte dei sovietici e degli alleati occidentali alla fine portò all'occupazione della Germania, alla conseguente spartizione e alle espulsioni della maggior parte dei tedeschi dalle aree conquistate dai sovietici.
La creazione della Germania Ovest e Germania Est complicò le relazioni: la prima cercò di proporsi come unico stato tedesco applicando la dottrina Hallstein, in virtù della quale non sarebbero stati intrattenuti rapporti diplomatici con gli Stati stranieri che avessero riconosciuto la Repubblica Democratica come soggetto internazionale. Una simile presa di posizione alla fine lasciò il posto alla Ostpolitik, in base alla quale la Germania Ovest riconosceva l'Est e si andò verso una normalizzazione dei rapporti diplomatici.
Michail Gorbačëv rinunciò a cercare di sostenere il governo profondamente impopolare della Germania dell'Est. Dopo le rivoluzioni del 1989 e la caduta del muro di Berlino, la Germania andò incontro a un processo di riunificazione: il regime comunista nella Germania Est crollò e il paese divenne parte della Germania Ovest. Un annoso problema si rivelò la presenza di un gran numero di truppe sovietiche; la Germania occidentale pagò il loro rimpatrio nell'URSS.
Una volta dissoltasi l'Unione Sovietica, le relazioni tra Russia e Germania si sono normalizzate. Dalla fine del XX secolo, in Russia sono stati istituiti cimiteri di guerra in memoria sia dei sovietici che dei tedeschi nei luoghi più cruenti della seconda guerra mondiale.

### Repubblica federale di Germania e Federazione russa

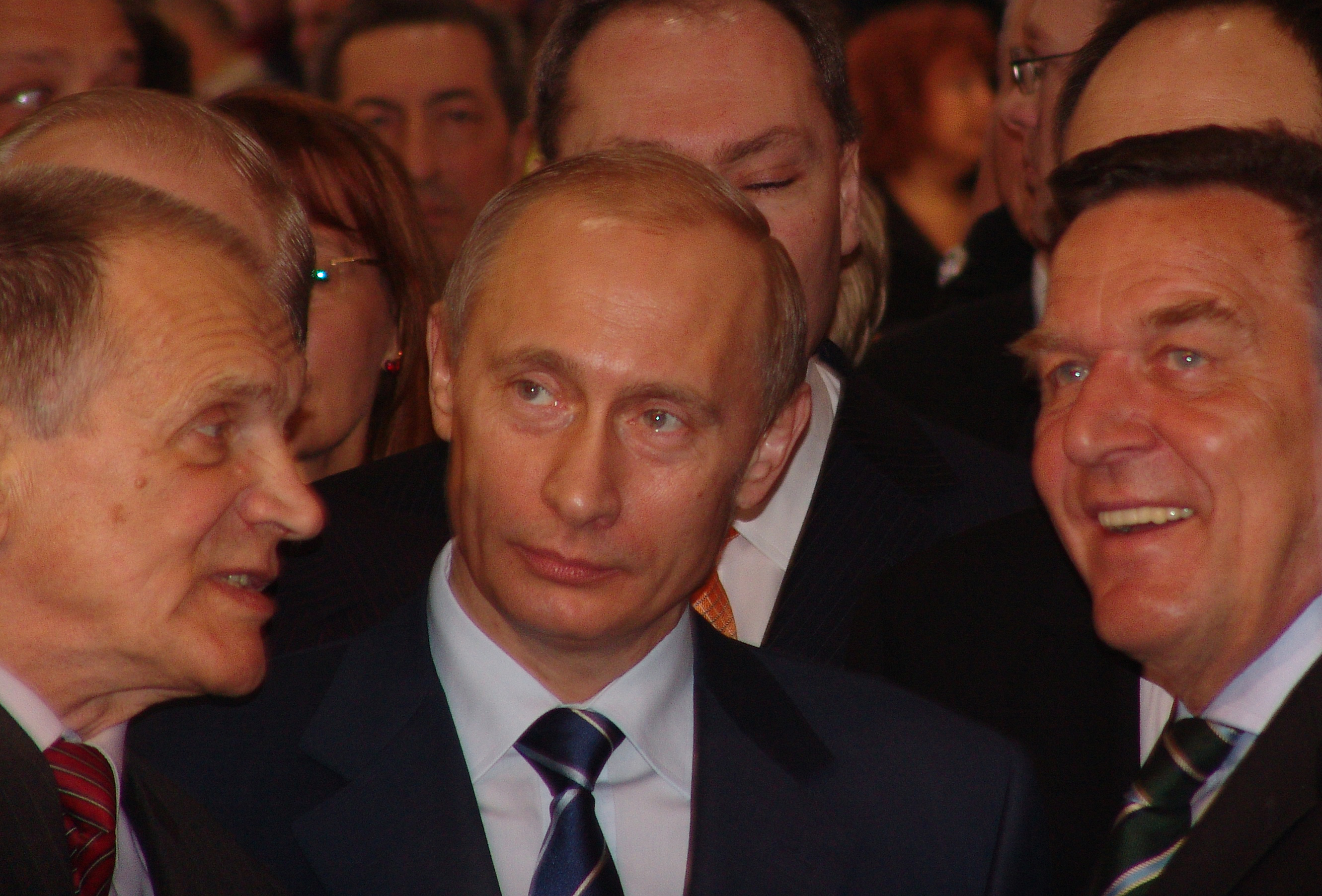
Vladimir Putin (al centro) e Gerhard Schröder (a destra) si incontrano nel 2005

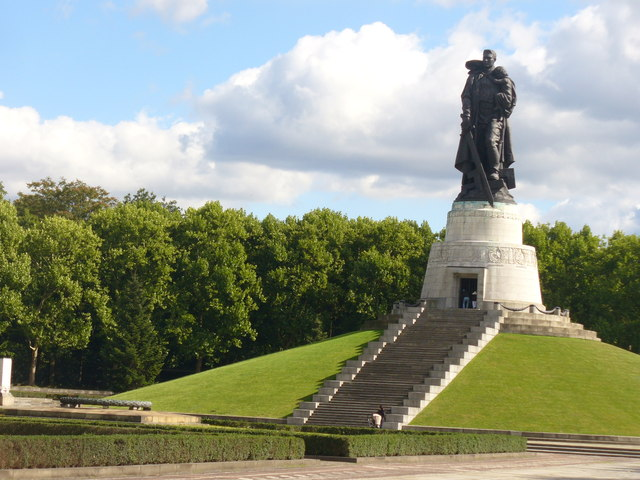
Memoriale di guerra sovietico nel Treptower Park, Berlino

Le relazioni tra le due nazioni dalla caduta del comunismo nel 1991 sono state generalmente buone, ma non sempre prive di tensione. Il cancelliere tedesco Gerhard Schröder ha attribuito grande valore alle relazioni con la Russia e ha lavorato per il completamento del gasdotto Nord Stream. Il politico aveva addirittura adottato una bambina russa di 3 anni e, per il suo 60º compleanno, occasione durante la quale invitò il presidente russo a casa sua per festeggiare.
La sua succeditrice, Angela Merkel, vissuta nella DDR ed ex dissidente, è stata più critica e si è scontrata con il presidente russo Vladimir Putin con riferimento al rispetto dei diritti umani e altre questioni. Ciononostante, come aveva fatto Schröder, ha sempre attribuito un valore elevato al gasdotto Nord Stream. Il progetto sotto l'amministrazione Bush e Obama è andato avanti a ritmo sostenuto, ma a soli 300 km dalla fine l'amministrazione Trump ha fermato i lavori, facendo pressione sulla società danese che sovrintendeva al completamento dell'opera ingegneristica.

### XXI secolo
I rapporti apparivano sereni nella prima parte del nuovo millennio, con l'espansione delle relazioni commerciali e una crescente dipendenza dei tedeschi dalle spedizioni di gas naturale russo tramite gasdotti. Picchi di tensione si sono invece registrati in risposta all'annessione della Crimea da parte della Russia ai danni dell'Ucraina nel 2014: la Germania si era altresì schierata dalla parte dei manifestanti gialloblù. La Germania figurava tra le nazioni del NATO Quint che hanno imposto gradualmente sempre più rigide misure contro le industrie petrolifere e bancarie russe e ai danni dei principali alleati del presidente Putin. La Russia ha risposto tagliando le importazioni alimentari dall'UE.
Dall'inizio della crisi, la cancelliera Angela Merkel ha dichiarato al presidente Putin che il referendum sull'adesione della Crimea alla Russia appare privo di valore giuridico e illegittimo.

### Le sanzioni del 2014
L'Unione europea, gli Stati Uniti e, in generale, il blocco occidentale, hanno iniziato a imporre sanzioni economiche allo scopo costringere la Russia a invertire la politica adottata nei confronti di Kiev e astenersi dal pieno sostegno ai filorussi in Ucraina. Il Los Angeles Times ha riferito che:
Dal canto suo, tuttavia, l'ex cancelliere socialdemocratico Gerhard Schröder ha annunciato la sua comprensione delle politiche russe e ha affermato il suo sostegno a Putin. La linea editoriale del New York Times ha sostenuto a proposito di tale presa di posizione che "il suo [di Putin] abbraccio dell'orso ha lasciato trapelare un messaggio inaccettabile secondo cui alcuni personaggi europei di spicco risultano disposti a ignorare i brutali metodi di Putin". Stando a quanto è emerso dall'agenzia di stampa russa ITAR-TASS, il primo ministro russo Dmitrij Medvedev ha ammesso che le sanzioni stanno danneggiando l'economia nazionale e rallentando la sua crescita. Malgrado le avversità, si è dimostrato positivo e si è detto pronto a sostenere le industrie petrolifere lese, a cercare di reperire finanziamenti e opere d'alta tecnologia dall'Asia, oltre a importare cibo da nuovi partner commerciali.

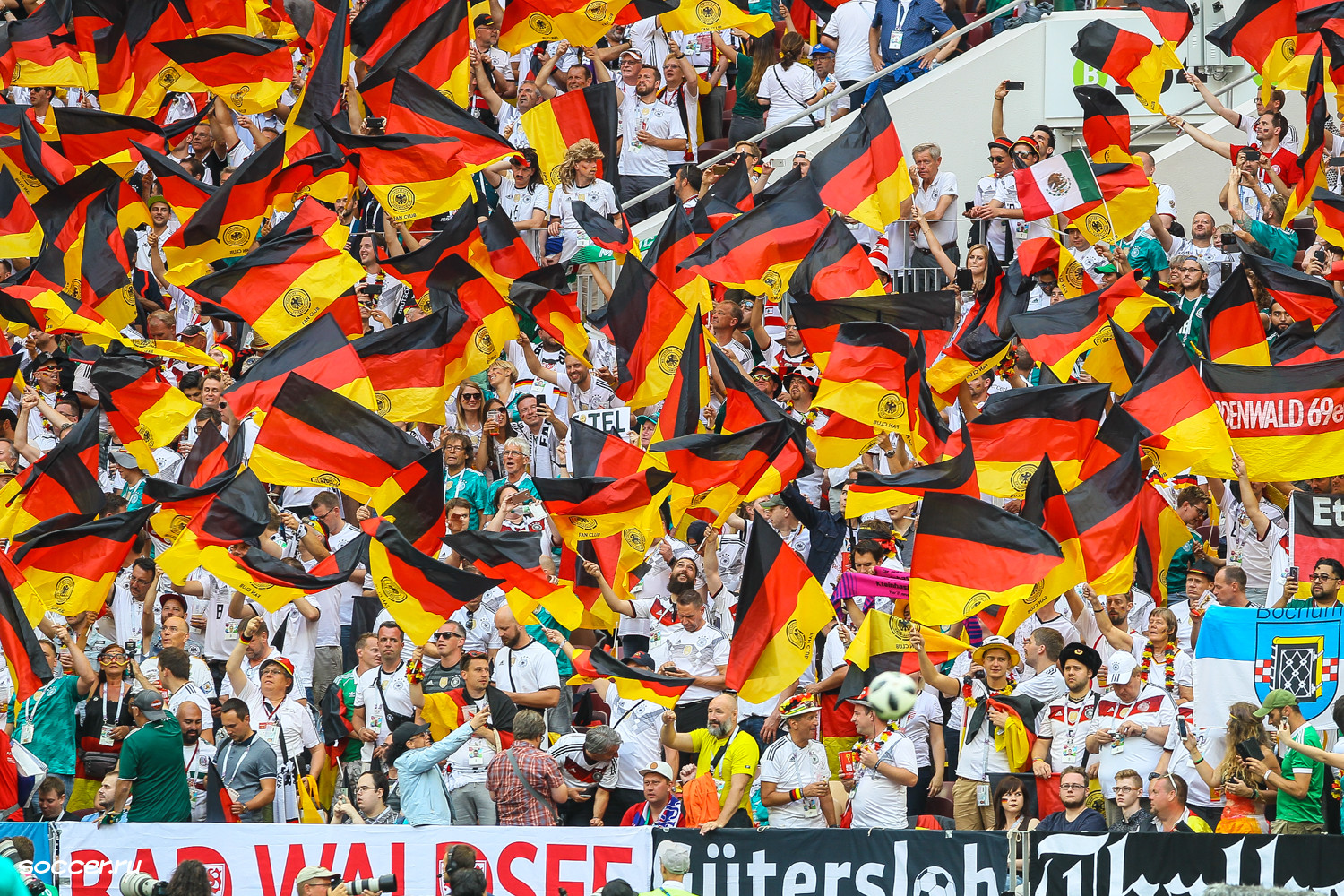
Tifosi tedeschi durante il Campionato mondiale di calcio 2018 in Russia

La Germania è stata tradizionalmente uno dei principali partner economici della Russia. Il giro d'affari annuale tra i due paesi aveva superato il livello di 80 miliardi di dollari poco prima dell'imposizione delle sanzioni e si stima che queste ultime abbiano comportato il calo del volume degli scambi bilaterali fino al 20%: questo implicherebbe miliardi di perdite per l'economia tedesca e, ovviamente, molti tagli di posti di lavoro. All'inizio del 2014, quando il conflitto stava per iniziare, non solo le esportazioni tedesche in Russia costituivano il terzo dell'intera UE, ma più di 6.200 aziende tedesche operavano nella stessa Russia. Nel 2017, per la prima volta dall'introduzione delle sanzioni anti-russe nel 2014, il commercio bilaterale è aumentato del 22,8%, ovvero di circa 50 miliardi di dollari. Nei primi otto mesi del 2018, il volume degli scambi reciproci tra Russia e Germania è cresciuto di quasi un quarto rispetto allo stesso periodo dell'anno precedente. In contemporanea, le esportazioni russe in Germania nel 2018 sono aumentate del 35% a 22,1 miliardi di dollari, mentre le importazioni sono aumentate del 12% a 16,9 miliardi di dollari.

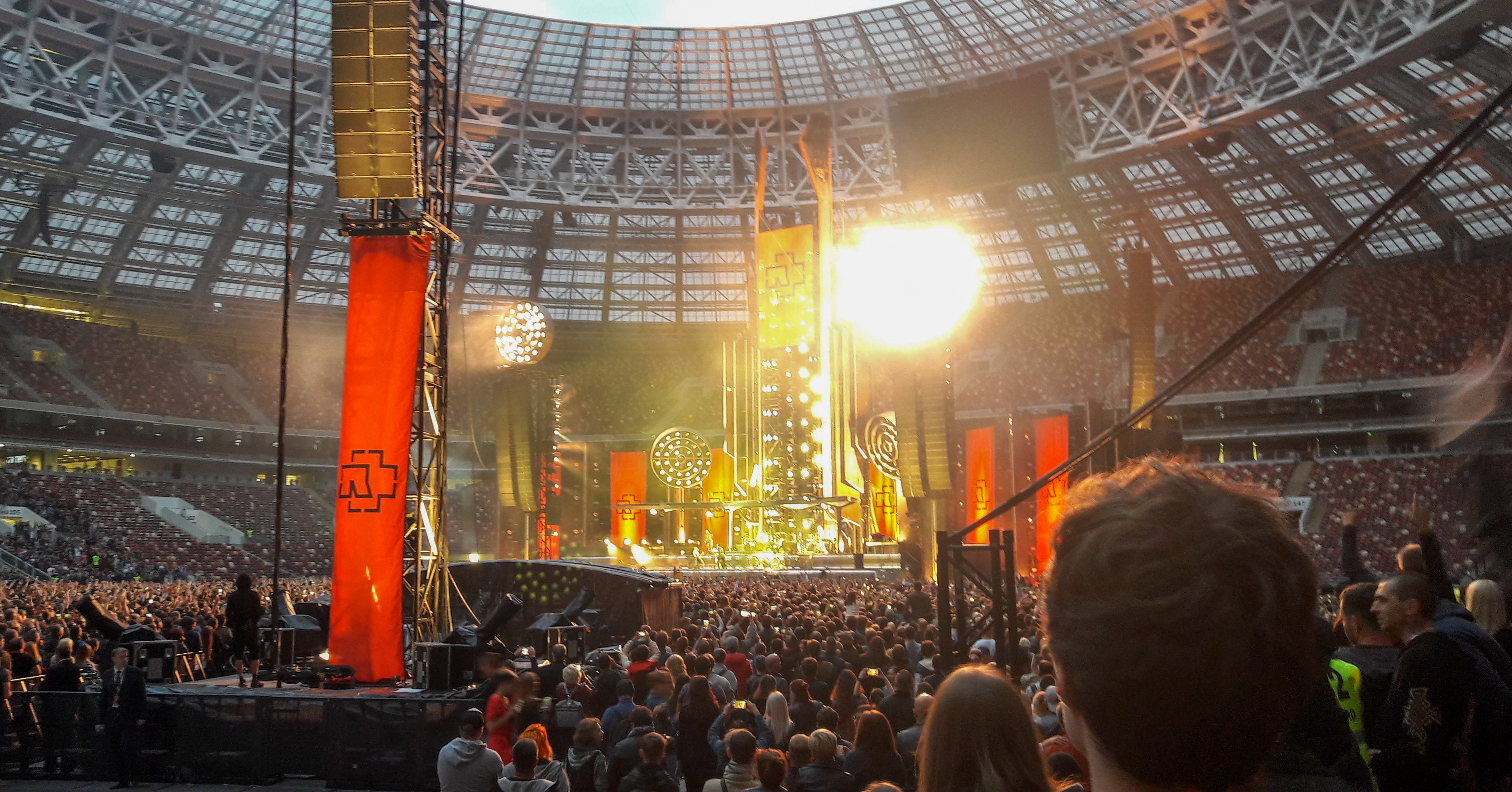
Il concerto di Mosca del gruppo rock tedesco Rammstein il 29 luglio 2019

In un sondaggio d'opinioni del Centro analitico russo Levada, il cui quesito proponeva agli intervistati di individuare i cinque Paesi più alleati e i cinque ostili alla Russia, è emerso che il sentimento comune percepisce quali principali nemici nel mondo Stati Uniti (82% dei voti), Ucraina (48%), Polonia, Estonia, Lettonia e Lituania; il 62% dei russi intervistati ha una pessima opinione dell'UE, così come del governo tedesco. Bielorussia, Kazakistan, Cuba, Cina, India e Armenia figuravano invece tra i principali alleati di Mosca nel mondo.
Un altro sondaggio del Levada, pubblicato nell'agosto 2018, ha fatto emergere come il 68% degli intervistati russi ritenga che la Russia debba migliorare notevolmente le relazioni con i paesi occidentali, inclusa la Germania. Il dato è salito nel febbraio 2020, quando l'80% dei russi interrogati ha dichiarato che la Russia e l'Occidente dovrebbero intrattenere migliori contatti.
La task force East StratCom del Servizio europeo per l'azione esterna ha focalizzato l'attenzione su un aumento delle false informazioni della propaganda russa sulla Germania a causa del deterioramento della relazioni diplomatiche a seguito dell'avvelenamento di Aleksej Naval'nyj.

## Flussi migratori

### Migrazioni tedesche verso est
Già nel corso del Medioevo e dell'età moderna si verificò un costante spostamento dei tedeschi verso est, spesso in aree prevalentemente slave vicine o controllate dalla Russia. La storiografia ricorda coke agricoltori, commercianti e imprenditori tedeschi si trasferirono nella Prussia orientale e occidentale, nella regione baltica (Lituania, Lettonia ed Estonia), nella regione di Danzica e dei fiumi Motława e Vistola, in Galizia, Slovenia, Banato, Bačka, Bucovina, Bessarabia, Transilvania, il distretto del fiume Volga in Russia, Posnania, il Ducato di Varsavia, la Volinia polacca e ucraina, la Bessarabia e la regione del monte Ararat tra il XVII e il XX secolo. Spesso questi giungevano incentivati dal governo russo, magari con la promessa dell'assenza di dazi. I tedeschi divennero tipicamente i fattori dominanti nella proprietà terriera e nell'impresa commerciale. Alcuni gruppi, come parte dei mennoniti, migrarono in Nord America dal 1860 al 1914, mentre i tedeschi negli stati baltici tornarono a casa volontariamente nel 1940. Circa 12-14 milioni furono brutalmente espulsi dalla Polonia, dalla Cecoslovacchia e da altri paesi dell'Europa orientale nel 1944-1946, con la morte di 500.000 persone o più. Alla fine della guerra fredda, la Germania incoraggiò il ritorno di centinaia di migliaia di persone di origine teutonica, indipendentemente dal fatto che si esprimessero in tedesco come prima lingua.

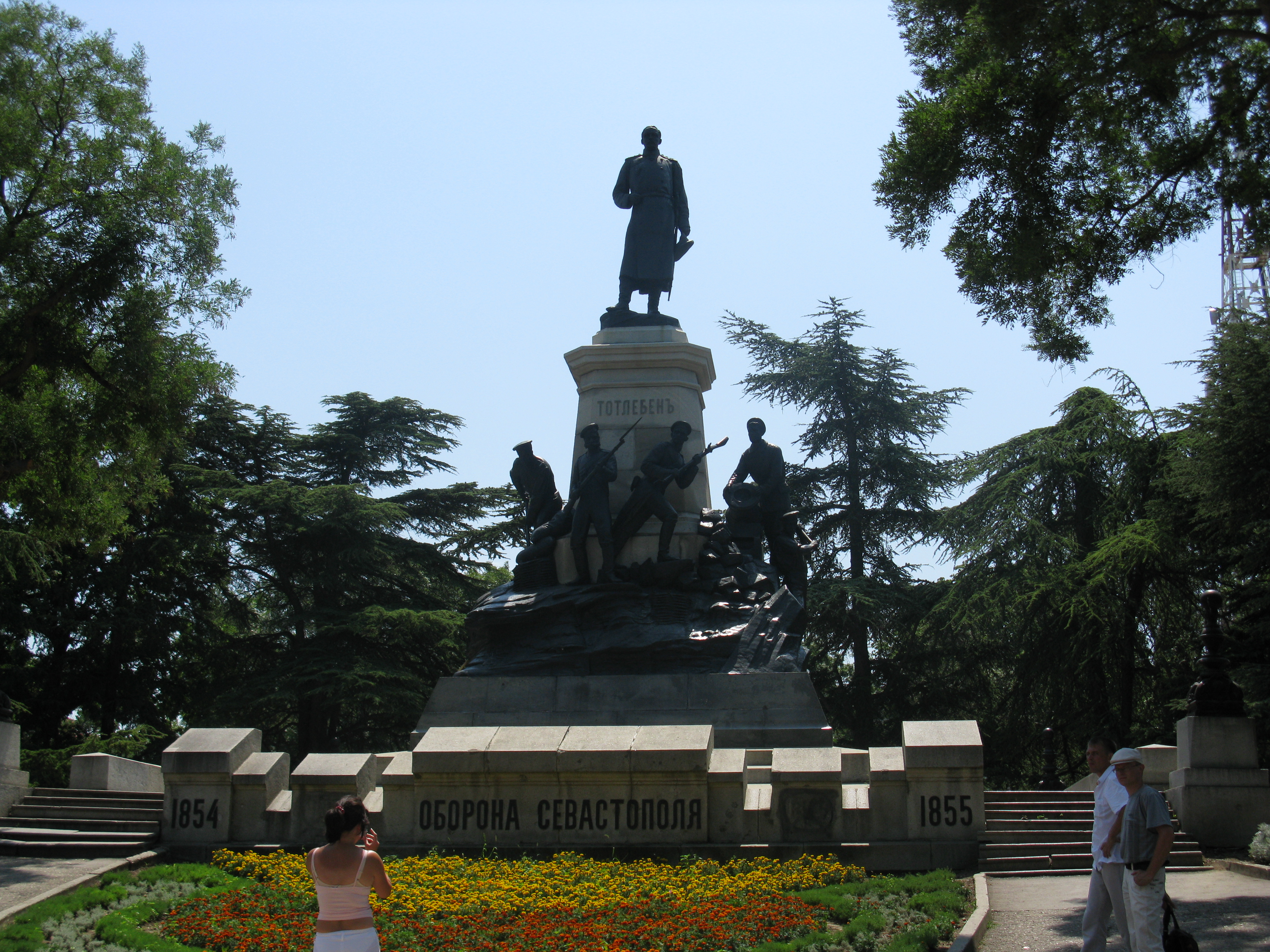
Monumento all'ingegnere militare tedesco baltico Ėduard Totleben a Sebastopoli, Crimea

Un certo numero di tedeschi del Baltico prestarono servizio in qualità di generali di grado nell'esercito imperiale russo e nella marina: si pensi a Michael Barclay de Tolly, Adam von Krusenstern, Fabian von Bellingshausen, Friedrich von Buxhoeveden, Paul von Rennenkampf, Ivan Michel'son e Ėduard Totleben.
La maggior parte dei teutonici baltici (come Roman von Ungern-Sternberg, Pëtr Nikolaevič Vrangel', Evgenij Karlovič Miller e Anatol von Lieven) si schierarono con i Bianchi e le relative forze antibolsceviche (quali il movimento Baltische Landeswehr e i Freikorps) durante la guerra civile russa.

### Russi in Germania
Dalla riunificazione tedesca, la Germania ospita una comunità ampia e in rapida crescita di persone di origine russa che si sono trasferite in Germania ottenendo la piena cittadinanza. Negli anni '90, ogni anno sono giunti dai 100.000 ai 200.000 russi. Dal canto suo, la Germania ha sovvenzionato saltuariamente le comunità rimaste in Russia.

## Istruzione
Le scuole internazionali russe in Germania includono l'istituto dell'ambasciata russa a Berlino e quello del consolato russo a Bonn. Un'istituzione omologa della controparte è la scuola tedesca di Mosca.
Dopo la lingua inglese, il russo è il secondo idioma più studiato in Germania.

## Cooperazione
- La Germania e la Russia vantano frequenti scambi in materia di politica, economia e cultura. La Russia considera la Germania il suo principale partner europeo; dal canto suo, la Russia è un importante partner commerciale per la Germania.
- La Germania e la Russia stanno collaborando alla costruzione del gasdotto Nord Stream.
- Molti ex tedeschi dell'est hanno una buona padronanza della lingua russa e una notevole conoscenza della Russia. Il presidente Putin padroneggia il tedesco a un livello quasi madrelingua, la cancelliera Merkel parla fluentemente il russo ed entrambi i leader hanno anche una forte padronanza di inglese.[49] L'11 aprile 2005, il cancelliere Schröder e il presidente Putin hanno firmato una "Dichiarazione congiunta su un partenariato strategico in materia di istruzione, ricerca e innovazione".[50] Questo accordo mira a rafforzare la cooperazione bilaterale nel settore dell'istruzione, in particolare nella formazione del personale specializzato e dirigenziale.
- La Germania ha un'industria pesante che per dimensioni e tecnologia supera le infrastrutture in Russia. Quest'ultima, a sua volta, dispone di vaste risorse naturali di notevole interesse per l'economia tedesca.
- Un grande successo nella politica ambientale riguarda la ratifica da parte della Russia del Protocollo di Kyoto il 27 ottobre 2004, che porterà anche benefici economici.
- La Germania è stata una forte sostenitrice della partecipazione della Russia al G8.
- Dresdner Bank della Germania ha stretti legami con Gazprom, di gran lunga la più grande azienda industriale russa.
- La Germania, insieme a Francia e Russia, si è opposta agli inviti ucraini e georgiani alla NATO durante il vertice di Bucarest nel 2008. A seguito di tali rimostranze, la NATO non ha invitato l'Ucraina e la Georgia all'incontro, promettendo però di avvicinarle all'organizzazione magari in futuro.[51]

## Missioni diplomatiche
L'ambasciata della Germania ha sede a Mosca. Operano inoltre dei consolati nelle città di Ekaterinburg, Kaliningrad, San Pietroburgo, Novosibirsk, Krasnodar e Vladivostok.
L'ambasciata russa ha sede a Berlino, mentre dei consolati operano a Bonn, Monaco di Baviera, Amburgo, Francoforte sul Meno e Lipsia.